# 오스트레일리아의 로마 가톨릭 교구 목록
오스트레일리아의 로마 가톨릭 교구는 5개의 관구에 5개의 관구장좌대교구 2개 일반대교구 22개의 일반교구와 독립교구로 1개 군종교구 3개 동방가톨릭교구 1개 동방가톨릭관리구로 구성된다

## 교구

### 애들레이드 관구(Province of Adelaide)
- 애들레이드 관구장좌 대교구(Metropolitan Archdiocese of Adelaide)
  - 다윈 교구( Diocese of Darwin)
  - 포트피리 교구( Diocese of Port Pirie)

### 브리즈반 관구(Province of Brisbane)
- 브리즈반 관구장좌 대교구(Metropolitan Archdiocese of Brisbane)
  - 케인 교구( Diocese of Cairns)
  - 록햄프톤 교구( Diocese of Rockhampton)
  - 터움바 교구( Diocese of Toowoomba)
  - 타운스빌 교구( Diocese of Townsville)

### 멜보른 관구(Province of Melbourne)
- 멜보른 관구장좌 대교구(Metropolitan Archdiocese of Melbourne)
  - 호바트 대교구( Archdiocese of Hobart)
  - 밸러랫 교구( Diocese of Ballarat)
  - 우크라이나 전례교회의 멜보른교구( Eparchy of Saints Peter and Paul)
  - 세일 교구( Diocese of Sale)
  - 샌드 허스트 교구( Diocese of Sandhurst)

### 퍼쓰관구 (Province of Perth)
- 퍼쓰 관구장좌 대교구(Metropolitan Archdiocese of Perth)
  - 브룸 교구(Diocese of Broome)
  - 번버리 교구( Diocese of Bunbury)
  - 제럴턴 교구( Diocese of Geraldton)

### 시드니 관구 (Province of Sydney)
- 시드니 관구장좌 대교구(Metropolitan Archdiocese of Sydney)
  - 캔버라 와 골본 대교구(Archdiocese of Canberra and Goulburn)
  - 아미데일 교구(Diocese of Armidale)
  - 배서스트 교구( Diocese of Bathurst)
  - 브로켄베이 교구( Diocese of Broken Bay)
  - 리스모어 교구( Diocese of Lismore)
  - 마이틀랜드-뉴우캐슬 교구( Diocese of Maitland-Newcastle)
  - 파라마타 교구( Diocese of Parramatta)
  - 와가와가 교구 Diocese of Wagga Wagga
  - 윌카니아-포버스 교구( Diocese of Wilcannia-Forbes)
  - 울런공 교구( Diocese of Wollongong)

### 독립교구
- 마로니트동방전례의 시드니교구( Diocese of Saint Maron of Sydney)
- 그리스-멜키드동	방전례의 시드니 교구( Diocese of Saint Michael’s of Sydney)
- 칼데아 동방전례의 시드니 교구( Diocese of Saint Thomas the Apostle of Sydney)
- 오스트레일리아 군종교구( Military Ordinariate of Australia)
- 잉글리칸 전례 관리구( Personal Ordinariate of Our Lady of the Southern Cross)